# 1895 Larink
1895 Larink (1971 UZ) là một tiểu hành tinh vành đai chính được phát hiện ngày 16 tháng 10 năm 1971 bởi L. Kohoutek ở Bergedorf.